# Rebelión mapuche de 1723
La rebelión mapuche de 1723 fue un alzamiento militar del pueblo mapuche ocurrido entre marzo de 1723 y febrero de 1726.

## Causas
Los sucesos fueron detonados por los abusos cometidos por los capitanes de amigos en el tráfico de ponchos. Se sindica como principal responsable al maestre de campo Manuel de Salamanca (1699-1775) quien, secundado por los capitanes de amigos, ejerció presión sobre los mercachifles de la frontera, con el fin de  establecer una especie de monopolio comercial sobre los indígenas, que fue seguido de precios abusivos y situaciones de maltrato.

## La rebelión
La rebelión se inició el 9 de marzo de 1723 con el asesinato del capitán de amigos Pascual Delgado en la villa de Quechereguas (618 km al sur de Santiago de Chile). Delgado era considerado uno de los máximos exponentes del sistema monopólico, odiado por su soberbia y los castigos «crueles y arbitrarios» que aplicaba.
Tras este suceso se generalizó el alzamiento, multiplicándose por toda la frontera del río Biobío las incursiones de saqueo, el abigeato (robo de ganado) y el incendio de haciendas. Los fuertes españoles se hallaron de pronto incomunicados unos con otros. Los lafquenches y los cuncos se plegaron al movimiento.
Si bien Vilumilla (el toqui que dirigía la sublevación) invitó a los indígenas que se encontraban al norte de la frontera del río Biobío, estos no se plegaron.
Gabriel Cano y Aponte (1665-1733), gobernador de Chile, considerando la gravedad de la situación, ordenó abandonar los fuertes ubicados al sur del río Bíobío, en vista de que eran un foco de preocupación y gastos que según su opinión era imprudente mantener.
La rebelión terminó con el Parlamento de Negrete de 1726, en el que ambas partes firmaron la paces y establecieron un sistema de ferias regladas.